# Bert Schaftenaar
Egbert (Bert) Schaftenaar (1943) is een Nederlands politicus van de VVD.
Na de middelbare school begon hij een bedrijfje in automaterialen en daarnaast studeerde hij in Utrecht rechten, waarin hij ook is afgestudeerd. Daarna ging hij de advocatuur in en begon een praktijk die zich specialiseerde in vennootschapsrecht, faillissementsrecht en strafrecht. Daarnaast was hij ook actief in de lokale politiek. Zo werd hij gemeenteraadslid in Zwolle en was hij daar van 1982 tot 1993 wethouder. In 1993 volgde zijn benoeming tot burgemeester van de Limburgse gemeente Echt. Op 1 januari 2003 fuseerde die gemeente met Susteren tot de nieuwe gemeente Echt-Susteren, waarvan hij vanaf die datum de waarnemend burgemeester was en later dat jaar de burgemeester werd. Op 1 mei 2008 legde hij die functie neer in verband met het bereiken van de pensioengerechtigde leeftijd.